# Neomelambrotus cristatus
Neomelambrotus cristatus là một loài côn trùng trong họ Ascalaphidae thuộc bộ Neuroptera. Loài này được Kimmins in Tjeder miêu tả năm 1992.